# Tamaqua
Tamaqua [təˈmɑːkwə] ist ein Borough des Schuylkill County im Bundesstaat Pennsylvania in den USA. Das U.S. Census Bureau hat bei der Volkszählung 2020 eine Einwohnerzahl von 6.916 ermittelt.

## Geographie
Tamaqua liegt 15 Kilometer östlich von Frackville und 10 Kilometer südlich von Hazleton. Allentown im Südosten ist etwa 40 Kilometer entfernt. Der Interstate 81 verläuft in einer Entfernung von rund 10 Kilometern im Westen, der U. S. Highway 209 durch das Stadtzentrum.
Gründer des Ortes im Jahre 1799 war der aus Deutschland stammende Burkhard Moser, der die Siedlung „Tuscarora“ nannte. Als sich herausstellte, dass bereits ein Ort mit gleichem Namen in der Nähe existierte, wurde die Stelle nach dem Tuscarora-Häuptling Tankamochk bzw. „Tam-a-kwah“ benannt. Im Jahre 1832 erfolgte die Registrierung zum Borough. Nachdem in der Umgebung erhebliche Vorkommen an Anthrazitkohle festgestellt wurden, wuchs der Ort durch Einwanderer aus Europa schnell. Der Bergarbeiterbund Molly Maguires hatte sein Zentrum in Tamaqua. Im Jahre 1874 wurde ein Bahnhof gebaut, von dem aus die Kohle per Schiene wirtschaftlicher transportiert werden konnte. Als in den 1960er Jahren jedoch zunehmend auch andere Energieträger zur Anwendung kamen und die Kohleförderung damit stark zurückging, verringerte sich die Einwohnerzahl. Die Eisenbahnlinie wurde zuletzt von der Reading Company betrieben. Wegen mangelnder Auslastung und die durch den Hurrikan Diane (1955) verursachten erheblichen Schäden wurde der Bahnhof geschlossen und in das National Register of Historic Places aufgenommen. Dort sind auch das Tamaqua Historic District, das Anthracite Bank Building und das George Ormrod House registriert.

## Galerie

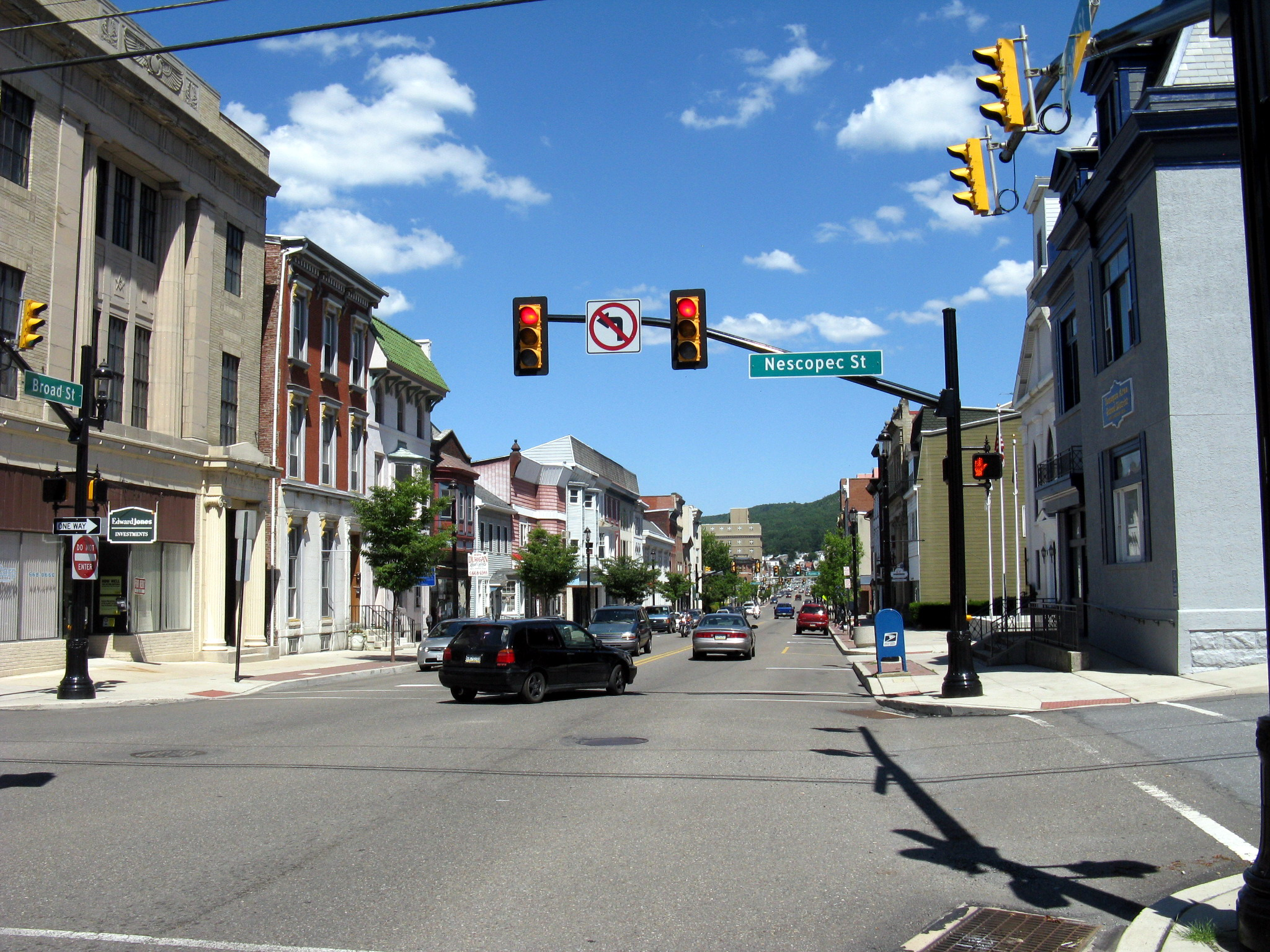
Tamaqua Historic District
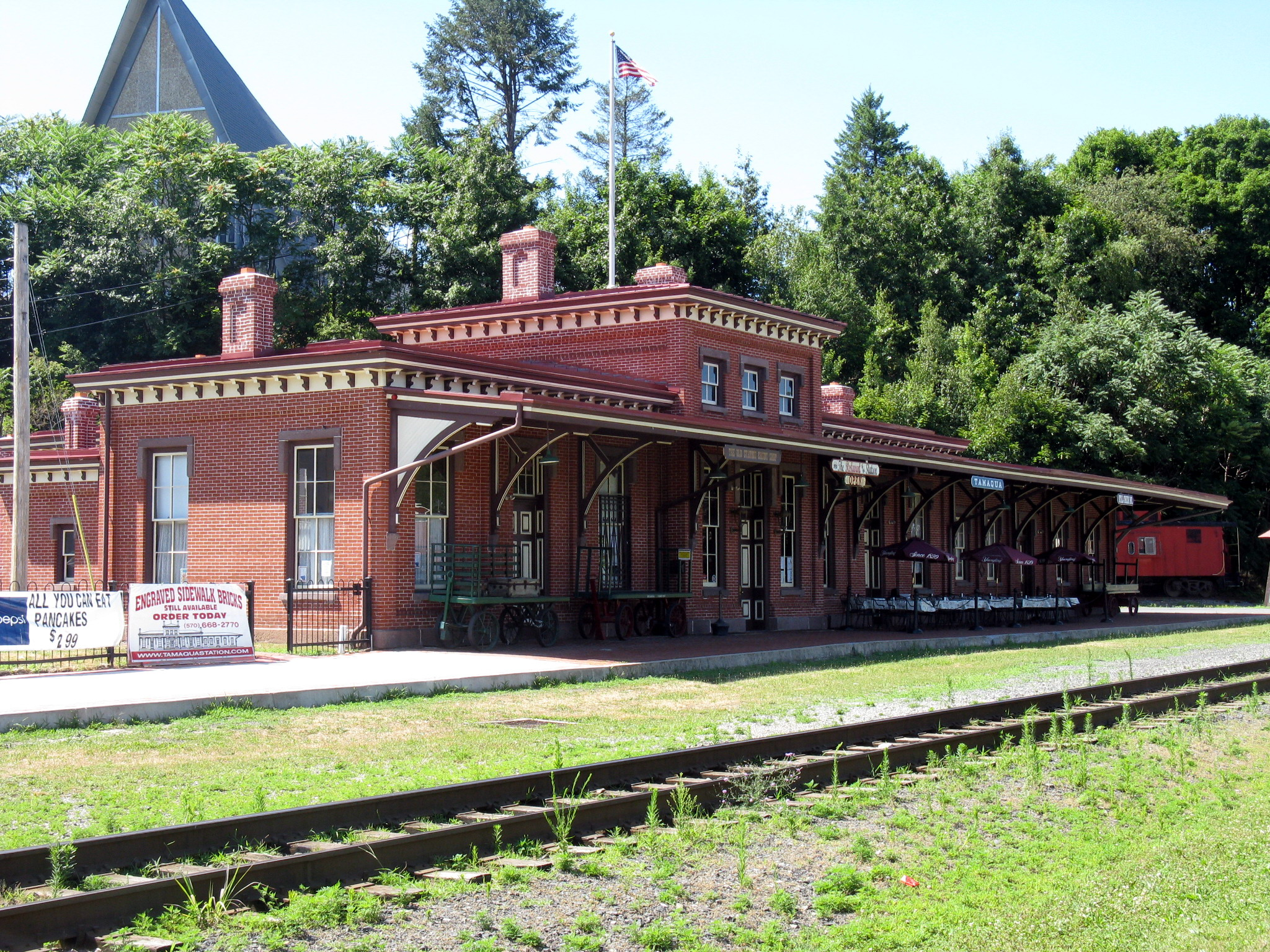
Tamaqua Railroad Station
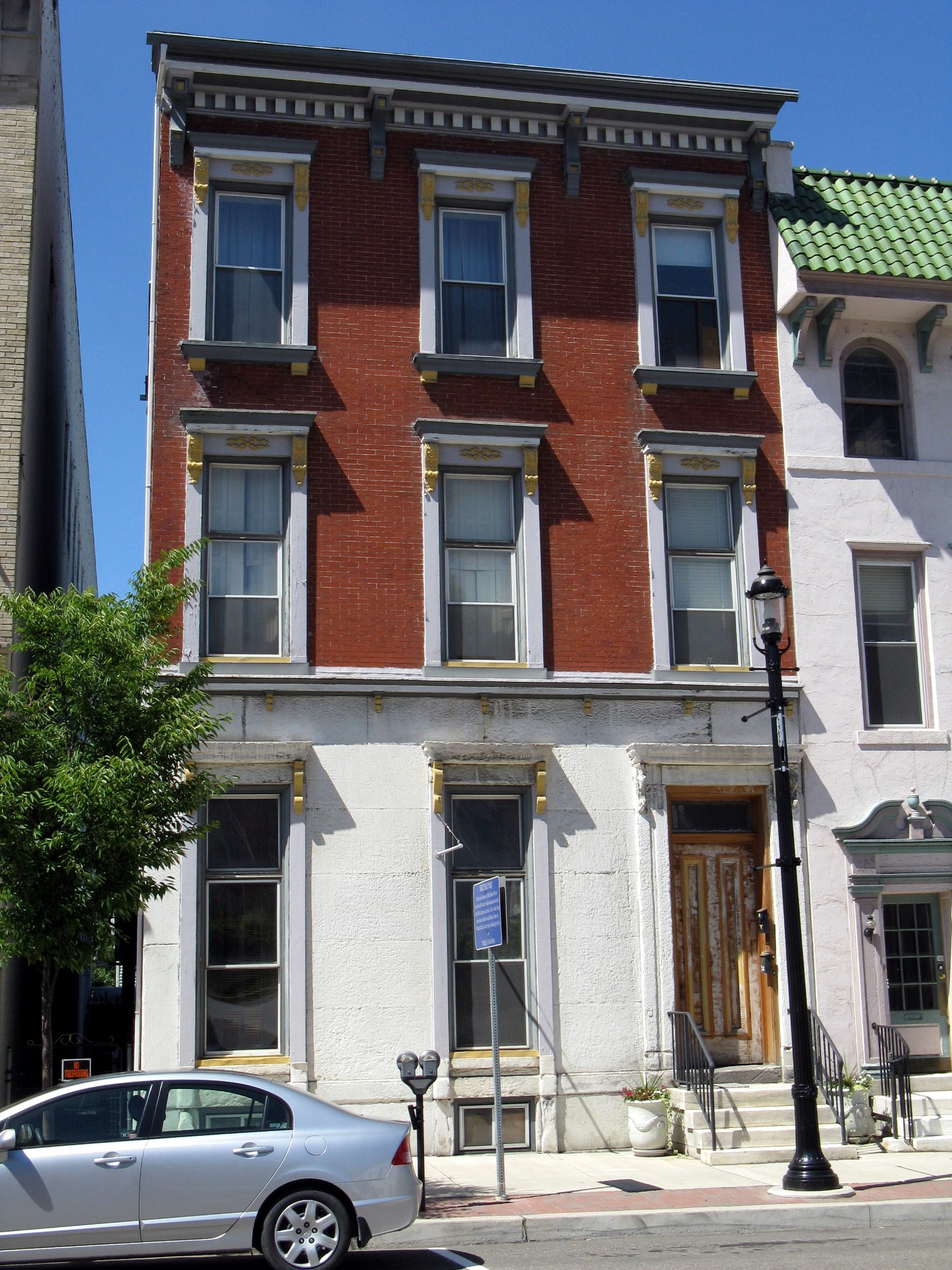
Anthracite Bank Building

## Demografische Daten
Im Jahre 2011 wurde eine Einwohnerzahl von 7105 Personen ermittelt, was eine Abschwächung um 1,0 % gegenüber dem Jahr 2000 bedeutet. Das Durchschnittsalter der Bewohner lag im Jahre 2011 mit 40,3 Jahren geringfügig unter dem Durchschnittswert von Pennsylvania, der 43,3 Jahre betrug.
Die maßgeblichsten frühen Einwanderungsgruppen der Stadt kamen zu 31,2 % aus Deutschland, zu 15,8 % aus Irland, zu 8,2 % aus Italien, zu 7,6 % aus Holland, zu 6,9 % aus der Slowakei, zu 6,5 % aus England, zu 5,8 % aus Polen und zu 4,9 % aus Litauen.